# Galumna strinovichi
Galumna strinovichi är en kvalsterart som beskrevs av J. och P. Balogh 1983. Galumna strinovichi ingår i släktet Galumna och familjen Galumnidae. Inga underarter finns listade i Catalogue of Life.